# Ciîrske, Pereiaslav-Hmelnițki
Ciîrske (în ucraineană Чирське) este un sat în comuna Haișîn din raionul Pereiaslav-Hmelnițki, regiunea Kiev, Ucraina.

## Demografie
Componența lingvistică a localității Ciîrske
     Ucraineană (97,31%)
     Rusă (2,69%)
Conform recensământului din 2001, majoritatea populației localității Ciîrske era vorbitoare de ucraineană (97,31%), existând în minoritate și vorbitori de rusă (2,69%).